# Samir Lerić
Samir Lerić (Mostar, 12 settembre 1973) è un ex cestista e allenatore di pallacanestro bosniaco.

## Carriera
Con la Bosnia ed Erzegovina ha disputato cinque edizioni dei Campionati europei (1997, 1999, 2001, 2003, 2005).

## Palmarès
- Coppa di Bosnia ed Erzegovina: 1

2000-2001